# Государственный комитет по работе с беженцами и вынужденными переселенцами Азербайджана
Государственный комитет по работе с беженцами и вынужденными переселенцами Азербайджана — государственный орган, ответственный за регулирование вопросов, связанных с беженцами и внутренне перемещенными лицами в Азербайджане, в том числе предоставление гуманитарной помощи и жилья.

## История
В соответствии с указом Президиума Верховного Совета Азербайджанской ССР от 19 сентября 1989 года с целью решения вопросов, связанных с приемом, размещением и условиями жизни беженцев, а также взятия ответственности за координацию деятельности советских хозяйственных, административных и общественных организаций республики в этой сфере, правительством Азербайджанской ССР был создан Государственный комитет Азербайджанской ССР по работе с людьми, вынужденными покинуть свои дома.
5 января 1993 года комитет был переименован в Государственный Комитет Азербайджанской Республики по делам беженцев и вынужденных переселенцев.

## Основные задачи
В соответствии с положениями закона от 1 февраля 2005 года, основными задачами Комитета являются:
- временное поселение, репатриация и социальная защита беженцев, иммигрантов и лиц, вытесненных из своих домов
- оценка права на получение статуса беженца (ищущего убежище)
- улучшение их социальных условий жизни на территориях, освобожденных от оккупации
- присвоение статуса «беженца» или «вынужденного иммигранта»
- доставка беженцам сертификатов, подтверждающих статус, и лишение этих лиц этого статуса
- выявление фактов массового нарушения прав беженцев и вынужденных переселенцев
- сбор статистических данных по вопросам беженцев и вынужденных переселенцев в местах их размещения
- работа с международными и неправительственными организациями с целью реализации различных мер по реабилитации и воссоединению беженцев и вынужденных переселенцев
- увеличение занятости и сокращение бедности в местах их проживания в ходе репатриации
- создание условий для возвращения беженцев и вынужденных иммигрантов в жилые дома
- проведение работ по строительству и ремонту жилья и социальных объектов для них.

## Деятельность
Государственный Комитет и его местные органы совместно с другими органами исполнительной власти оказывают необходимую помощь беженцам и вынужденным переселенцам.
Указом Президента Азербайджанской Республики от 6 декабря 1999 года создан Фонд социальной защиты вынужденных переселенцев. Всемирным Банком фонду предоставлен льготный кредит в размере 10 млн. долл США. Фонд осуществляет 153 различных проекта, в результате которых получили помощь более 150 тыс. вынужденных переселенцев. Более 6 тыс. вынужденных переселенцев получили кредиты.
В результате соответственной работы в 1993 — 2004 годы со стороны отдельных государств, структур, международных организаций и организаций рамках гуманитарных проектов беженцам, вынужденным переселенцам и малоимущим слоям населения Азербайджана была оказана помощь в размере более 640 млн долларов США.
В 2008 году для помощи беженцам и вынужденным переселенцам из государственного бюджета было выделено 1,3 млрд долл., из Государственного нефтяного фонда Азербайджана выделено 850 млн долл,  международными организациями выделено  738 млн долл.
В феврале 2017 года Государственный комитет по работе с беженцами и вынужденными переселенцами организовал визит делегации, состоящей из 55 представителей в Чоджук Марджанлы Джебраильского района. Делегация состояла из дипломатических представителей и руководителей международных организаций.
11 декабря 2017 года Государственный комитет по работе с беженцами и вынужденными переселенцами Азербайджана организовал визит для руководителей дипломатических представительств международных организаций в Тертерский район.
Готовится к созданию база данных вынужденных переселенцев.

### Организация возвращения беженцев
С участием комитета в 2023 году осуществляется возвращение вынужденно переселённых лиц в места своего проживания, которые до этого проживали во временных поселениях в различных регионах Азербайджана. При предоставлении жилищ беженцам в городах возвращения для распределения жилищ Комитет проводит жеребьёвку.
По результатам жеребьёвки предоставляется новое жильё. Беженцы возвращаются в места, где они были зарегистрированы в качестве постоянных жителей до Карабахского конфликта. В предоставляемых многоквартирных домах квартиры по количеству комнат предоставляются в зависимости от численности семьи.